# Sebastián Durón
Sebastián Durón (* 19. April 1660 in Brihuega, Provinz Guadalajara; † 3. August 1716 in Cambo-les-Bains, Basses-Pyrénées) war ein spanischer Organist und Komponist.

## Leben
Sebastián Durón erhielt vermutlich ersten Musikunterricht von seinem Stiefbruder Diego Durón (1653–1731), später vom Organisten von Saragossa, Andrés de Sola (1634–1696). 1680 wurde Durón zweiter Organist der Kathedrale von Sevilla, 1685 erhielt er dort die Stelle des ersten Organisten. Im Oktober 1685 wechselte er aus finanziellen Gründen als Erster Organist an der Kathedrale von Burgo de Osma. Im Dezember 1686 wechselte er auf die besser dotierte Stellung an die Kathedrale von Palencia.
Im September 1691 wurde er Mitglied der Real Capilla in Madrid. Hier entstanden seine Bühnenwerke und Durón erhielt ebenfalls die Verantwortung für die Musik bei anderen Theatervorführungen. Nach dem Tod König Karls II. erlosch die Linie der Habsburger. Karls Nachfolger reorganisierte die königliche Kapelle und Durón wurde in den Ruhestand versetzt. Wegen seiner Parteinahme für den habsburgischen Gegenkönig Erzherzog Karl musste Durón im Gefolge der Königinwitwe Maria Anna von Pfalz-Neuburg 1706 in die Verbannung nach Bayonne.

## Werk
Durón schuf zahlreiche geistliche Werke in lateinischer und spanischer Sprache, darunter mehrere Messen, Motetten, Miserere, Invitatorien und Villancicos, teils mit Instrumentalbegleitung, sowie verschiedene Orgelkompositionen. Zu seiner weltlichen Musik gehören die Tonos humanos und mehrere Bühnenwerke (Zarzuelas). Duróns Opern stehen an der Schwelle der traditionellen spanische Oper und der Übernahme des italienischen Stils, der in seiner Zarzuela Veveno es de amor la envidia von 1711 am deutlichsten hervor tritt.